# たつの警察署
たつの警察署（たつのけいさつしょ）は、兵庫県警察が管轄する警察署の一つ。
旧・龍野警察署。龍野市と揖保郡3町との合併によりたつの市となったことから現名称に変更となったが、管轄区域は従来から変更はない。2021年3月の再編により、旧・佐用警察署域も管轄となった。

## 所在地
- 兵庫県たつの市龍野町富永1005番地75

## 管轄区域
- たつの市
- 揖保郡太子町
- 佐用郡佐用町

## 交番
- 大手交番 - たつの市龍野町大手58-1
- 本龍野駅前交番 - たつの市龍野町中村303-3
- 西構交番 - たつの市揖保町西構158-3
- 神部交番 - たつの市揖保川町山津屋19-1
- 斑鳩交番 - 揖保郡太子町東保54-1
- 太田交番 - 揖保郡太子町太田416-5
- 新宮交番 - たつの市新宮町新宮102-1
- 御津交番 - たつの市御津町釜屋372-9
- 佐用交番 - 佐用郡佐用町佐用3133

## 駐在所
- 大住寺駐在所 - たつの市神岡町大住寺836-1
- 西鳥井駐在所 - たつの市神岡町西鳥井193-4
- 誉田駐在所 - たつの市誉田町福田160-1
- 中垣内駐在所 - たつの市揖西町中垣内乙14-1
- 住吉駐在所 - たつの市揖西町住吉205-1
- 半田駐在所 - たつの市揖保川町野田276-1
- 河内駐在所 - たつの市揖保川町浦部769-2
- 福地駐在所 - 揖保郡太子町福地546-5
- 越部駐在所 - たつの市新宮町中野庄208-1
- 香島駐在所 - たつの市新宮町香山1103
- 東栗栖駐在所 - たつの市新宮町大屋908
- 西栗栖駐在所 - たつの市新宮町鍛冶屋602-3
- 室津駐在所 - たつの市御津町室津305-2
- 横坂駐在所 - 佐用郡佐用町横坂207-4
- 平福駐在所 - 佐用郡佐用町平福456
- 上石井駐在所 - 佐用郡佐用町上石井1461-2
- 福吉駐在所 - 佐用郡佐用町福吉772-3
- 上月駐在所 - 佐用郡佐用町上月1026-3
- 久崎駐在所 - 佐用郡佐用町久崎43-1
- 中島駐在所 - 佐用郡佐用町中島1071
- 下徳久駐在所 - 佐用郡佐用町下徳久354-1
- 中三河駐在所 - 佐用郡佐用町中三河65
- 末広駐在所 - 佐用郡佐用町末広弦谷1-3
- 三日月西駐在所 - 佐用郡佐用町三日月1282-4
- 三日月東駐在所 - 佐用郡佐用町三日月564-3

## アクセス
- JR 本竜野駅から南西へ約1.8km
- 山陽自動車道 龍野ICから北西へ約800m